# دونالد بيتر ماكنزي
دونالد بيتر ماكنزي (بالإنجليزية: Donald Angus MacKenzie)‏ هو مهندس بريطاني، ولد في 1950.